# Віялохвістка цяткована
Віялохвістка цяткована (Rhipidura albogularis) — вид горобцеподібних птахів родини віялохвісткових (Rhipiduridae).

## Поширення
Ендемік Індії. Поширений на південь від півдня Раджастану та західно-центральної частини Мадх'я-Прадеш. Трапляється в лісах, чагарниках і планаціях.

## Опис
Дрібний птах, завдовжки до 19 см. Оперення шиферно-сіре. Лицьова маска чорна з білими горлом та бровою. Темний віялоподібний хвіст, окантований білим кольором. Він має білясту нижню частину і сіру смужку на грудях.